# Le Musée rouge
Le Musée rouge (Red Museum) est le 10e épisode de la saison 2 de la série télévisée X-Files. Dans cet épisode, qui fait partie de l'arc mythologique de la série, Mulder et Scully enquêtent sur des enlèvements d'adolescents, qui sont relâchés dans un état second, et sont confrontés à une étrange secte.
L'épisode, conçu au départ comme un crossover avec la série Un drôle de shérif, a obtenu des critiques plutôt favorables.

## Résumé
Mulder et Scully partent dans le Wisconsin enquêter sur des disparitions d’adolescents qui sont retrouvés le lendemain à moitié nus et sans aucun souvenir de ce qui leur est arrivé alors que la phrase « C'en est un » a été écrite sur leur dos. Le shérif local suspecte une secte prônant le végétarisme et croyant au transfert des âmes, l'Église du Musée rouge, d'être mêlée à cette affaire. Une autre adolescente est enlevée, puis retrouvée, et des traces de scopolamine ainsi que d'un alcaloïde inconnu sont trouvés dans son organisme. Mulder et Scully suspectent alors Richard Odin, leader de la secte et ancien médecin, mais leur enquête est orientée par un informateur sur deux hommes qui injectent une hormone de croissance au bétail.
La nuit suivante, un médecin local trouve la mort dans un accident d'avion. Mulder et Scully découvrent que c'était le médecin de tous les adolescents enlevés et qu'il leur faisait des injections régulières. Pendant ce temps, l'homme aux cheveux coupés en brosse assassine l'un des hommes faisant des injections au bétail. Le deuxième homme, Gerd Thomas, est arrêté par Mulder et Scully. Thomas avoue être l'auteur des enlèvements et accuse le médecin d'avoir transformé les adolescents en monstres avec ses injections. Dans le même temps, le fils du shérif est enlevé et tué par l'homme aux cheveux coupés en brosse.
Scully ayant brièvement aperçu l'homme aux cheveux coupés en brosse, le reconnaît comme l'assassin de Gorge profonde. Mulder devient alors convaincu que ces injections sont liées au sérum de l'affaire des hybrides. Il traque l'homme aux cheveux coupés en brosse mais est enfermé par celui-ci dans une chambre froide. Scully et le shérif Mazeroski arrivent sur ces entrefaites et le shérif abat l'homme aux cheveux coupés en brosse. L'origine du sérum injecté demeure inconnue, ses composants s'étant dégradés au point d'empêcher toute analyse. Cette dégradation coïncide avec l'apparition d'une maladie semblable à la grippe touchant les adolescents victimes des expériences. Scully soupçonne les responsables d'avoir utilisé la secte du musée rouge comme groupe de référence.

## Distribution
- David Duchovny : Fox Mulder
- Gillian Anderson : Dana Scully
- Paul Sand : Gerd Thomas
- Steve Eastin : le shérif Mazeroski
- Mark Rolston : Richard Odin
- Lindsey Ginter : l'homme aux cheveux coupés en brosse
- Gillian Barber : Beth Kane
- Elizabeth Rosen : Katie
- Cameron Labine : Rick Mazeroski

## Production
Après avoir discuté de leurs séries respectives avec David Edward Kelley, le créateur d'Un drôle de shérif, Chris Carter met au point avec lui l'idée d'un crossover entre les deux séries. Carter écrit le scénario du Musée rouge et l'envoie à Kelley, qui écrit alors une suite dans laquelle Mulder viendrait enquêter à Rome, Wisconsin, cadre d'Un drôle de shérif, à la suite d'une affaire similaire impliquant des injections faites au bétail. Mais CBS, diffuseur d'Un drôle de shérif, s'oppose à l'idée d'un cross-over et les éléments reliant les deux scénarios sont alors supprimés.
Les scènes se déroulant dans la ville fictive du Wisconsin où a lieu l'enquête sont filmées à Ladner, alors que celles dans l'usine de transformation des aliments sont tournées à Cloverdale. Glen Morgan et James Wong se déclarent déçus par la mort du personnage de l'homme aux cheveux coupés en brosse, qu'ils considèrent comme du gaspillage, et trouvent que l'épisode est rendu confus par son brusque changement d'orientation.

## Accueil

### Audiences
Lors de sa première diffusion aux États-Unis, l'épisode réalise un score de 10,4 sur l'échelle de Nielsen, avec 18 % de parts de marché, et est regardé par 16,10 millions de téléspectateurs.

### Accueil critique
L'épisode recueille des critiques plutôt favorables. Le site Le Monde des Avengers lui donne la note de 3/4. Dans leur livre sur la série, Robert Shearman et Lars Pearson lui donnent la note de 3/5. Le magazine Entertainment Weekly lui donne la note de B, estimant que l'épisode est « inventif mais alambiqué ».
Sarah Stegall, du site Munchkyn Zone, lui donne la note de 3/5. Pour Zack Handlen, du site The A.V. Club, l'épisode tente de mêler des éléments de la mythologie avec un style « monstre de la semaine » pour un résultat « intéressant mais pas entièrement couronné de succès ». John Keegan, du site Critical Myth, lui donne la note de 5/10.